# Schenkel (Spijkenisse)
Schenkel is een wijk met ongeveer 5500 inwoners in Spijkenisse (2018) in de Nederlandse provincie Zuid-Holland en gelegen aan de rivier de Oude Maas.
De Schenkel is gebouwd eind jaren 1980 en begin jaren 1990 in het zuidelijk deel van de voormalige polders Oud- en Nieuw-Hongerland. De wijk biedt een gevarieerd woningaanbod van eengezinswoningen en appartementen, koop- en huurwoningen en laag- en hoogbouw. Een deel van de wijk is gebouwd in de polder en ander deel op de dijk richting Oude Maas. Aan de noordzijde van de wijk is het kleinschalige bedrijventerrein 'Industrieterrein Schenkel' gevestigd met een aantal kantoren en bedrijfspanden.

## Voorzieningen
De voorzieningen in De Schenkel zijn relatief beperkt:
- CBS De Hoeksteen (basisschool)
- OBS De Piramide, locatie Schenkel (basisschool)
- Horizon Gelinckschool Spijkenisse
- Supermarkt
- Twee restaurants

## Verbindingswegen
- Rivierlaan
- Donaulaan
- Rijnlaan

## Fotogalerij

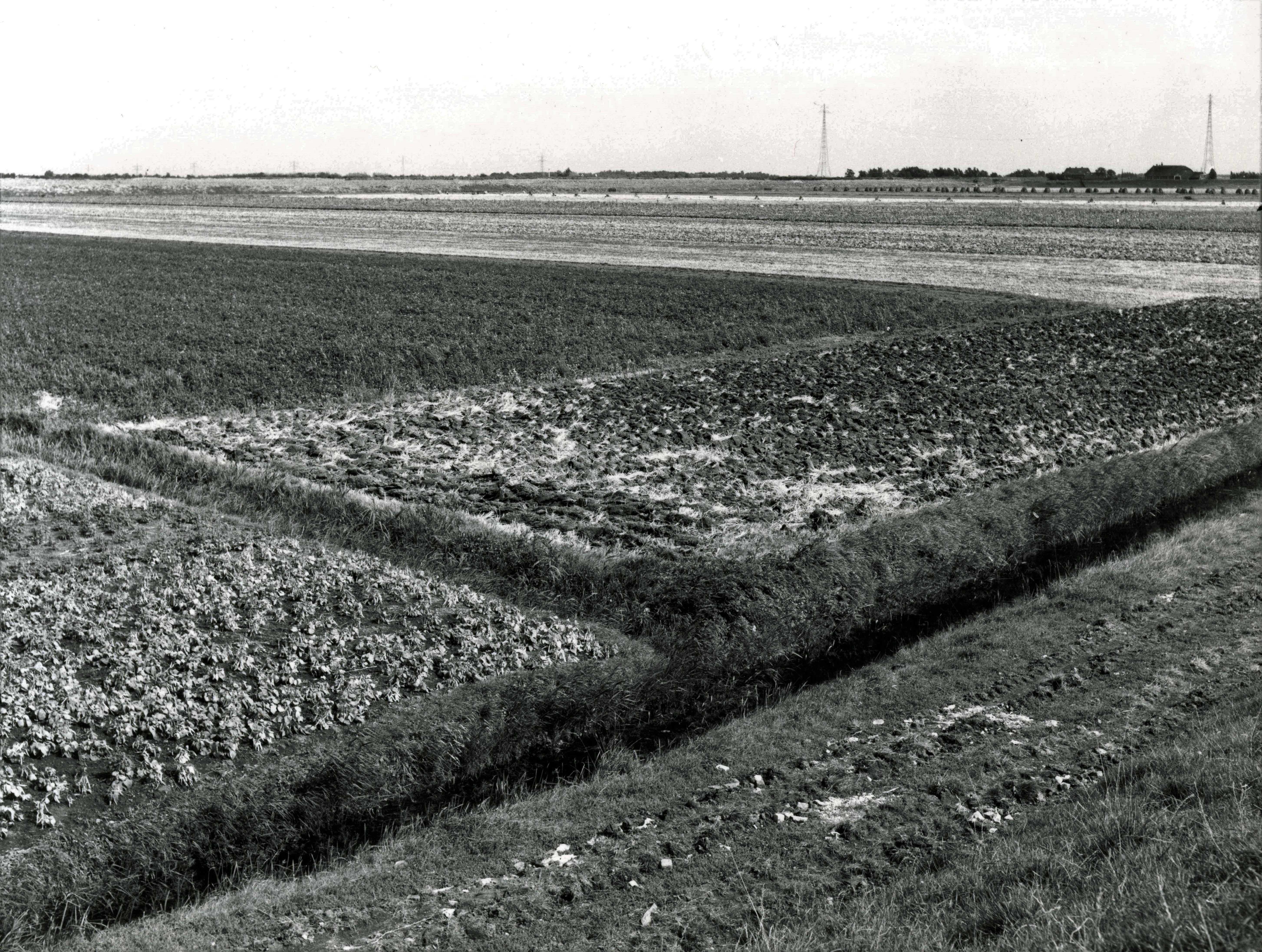
Het gebied vóór de bebouwing (1965)
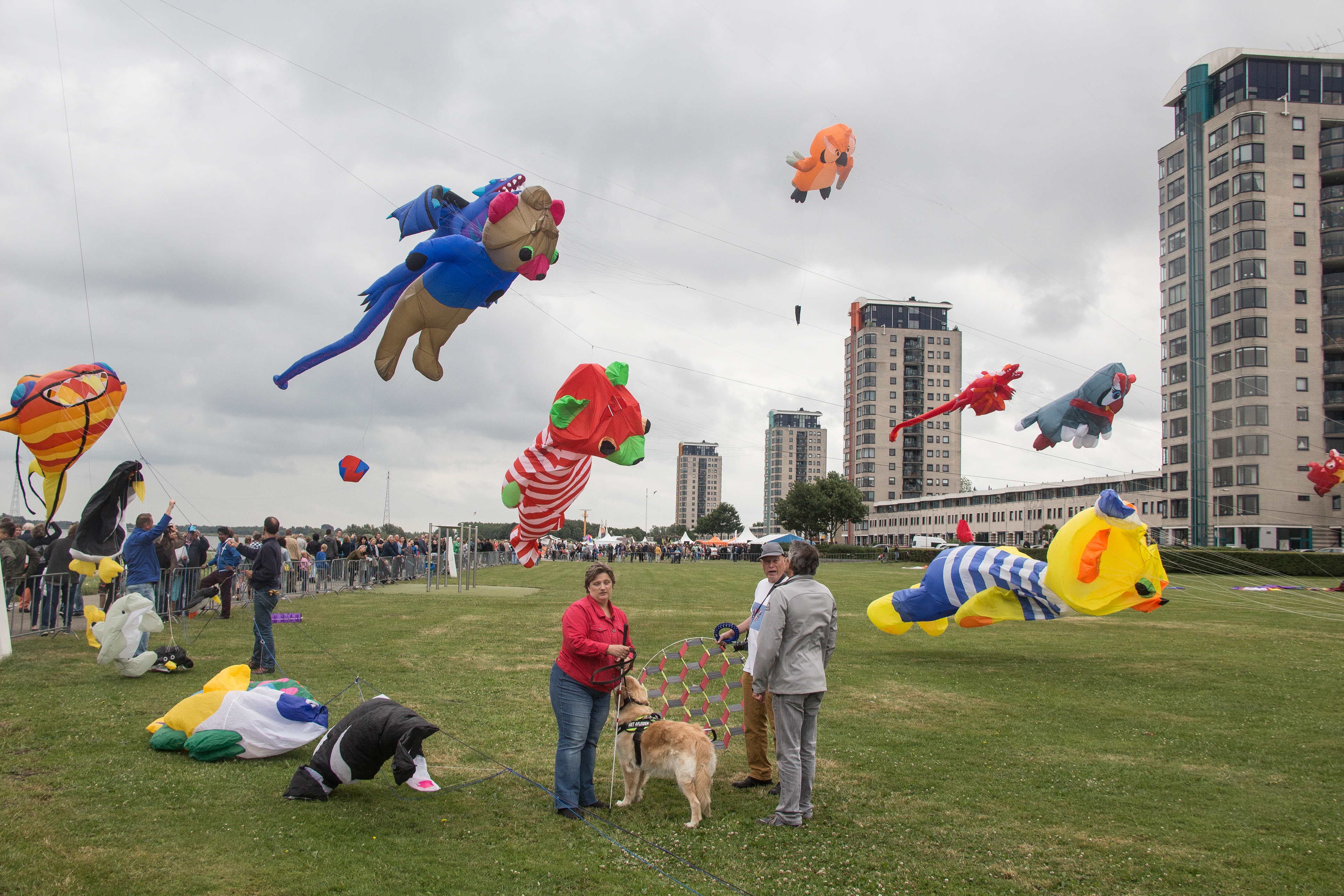
Vliegerfestival Maasboulevard
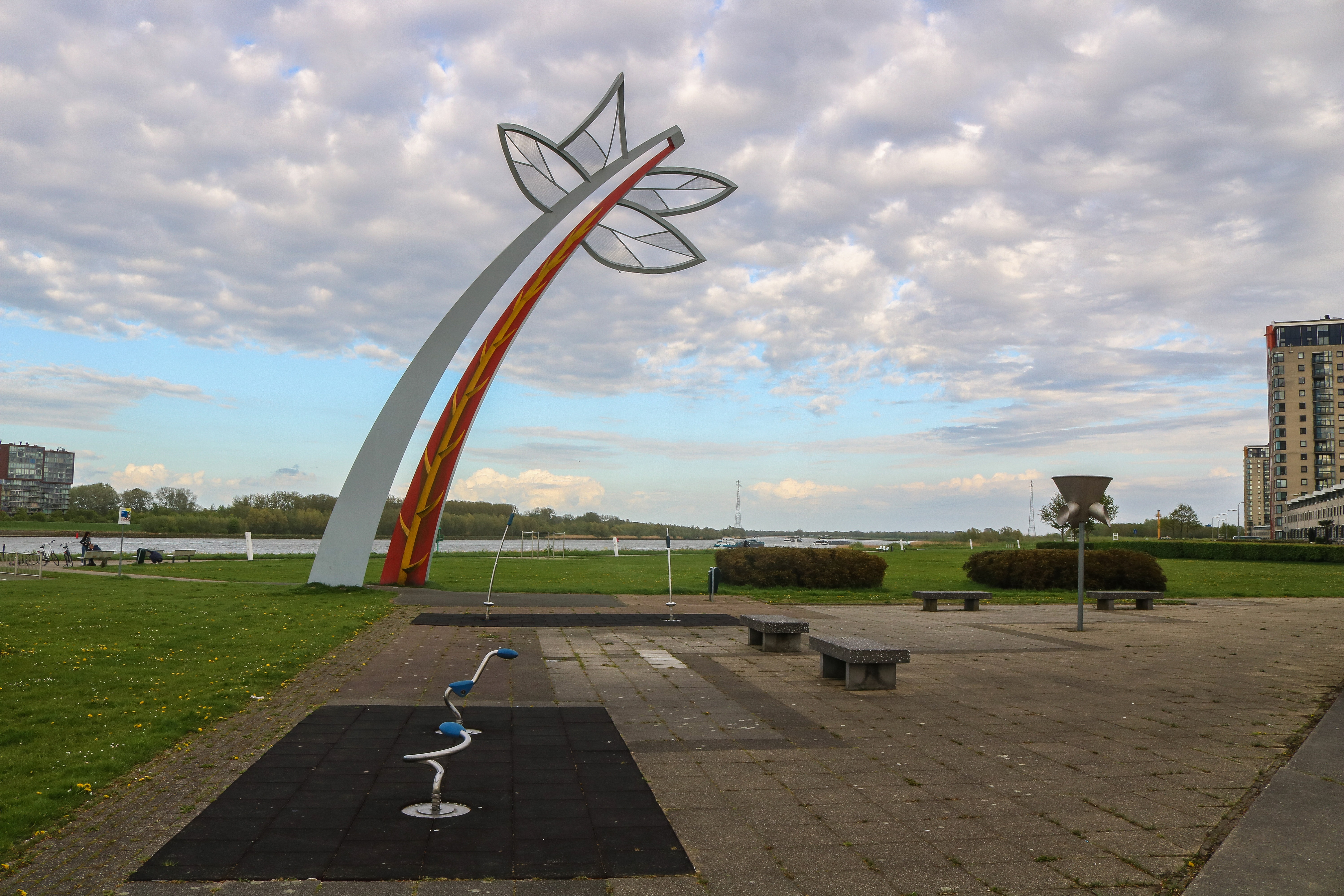
De Bloem
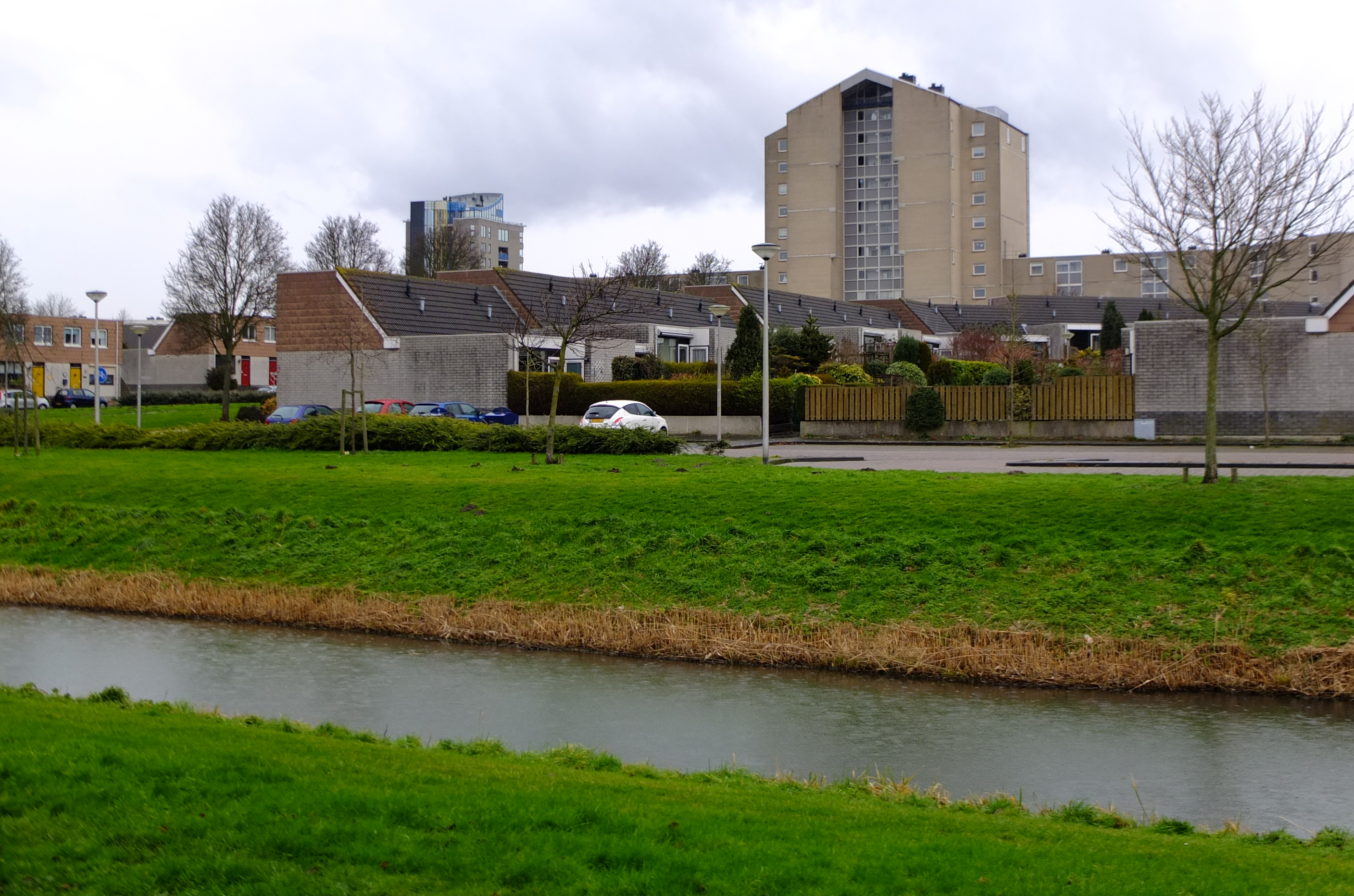
De Schenkel
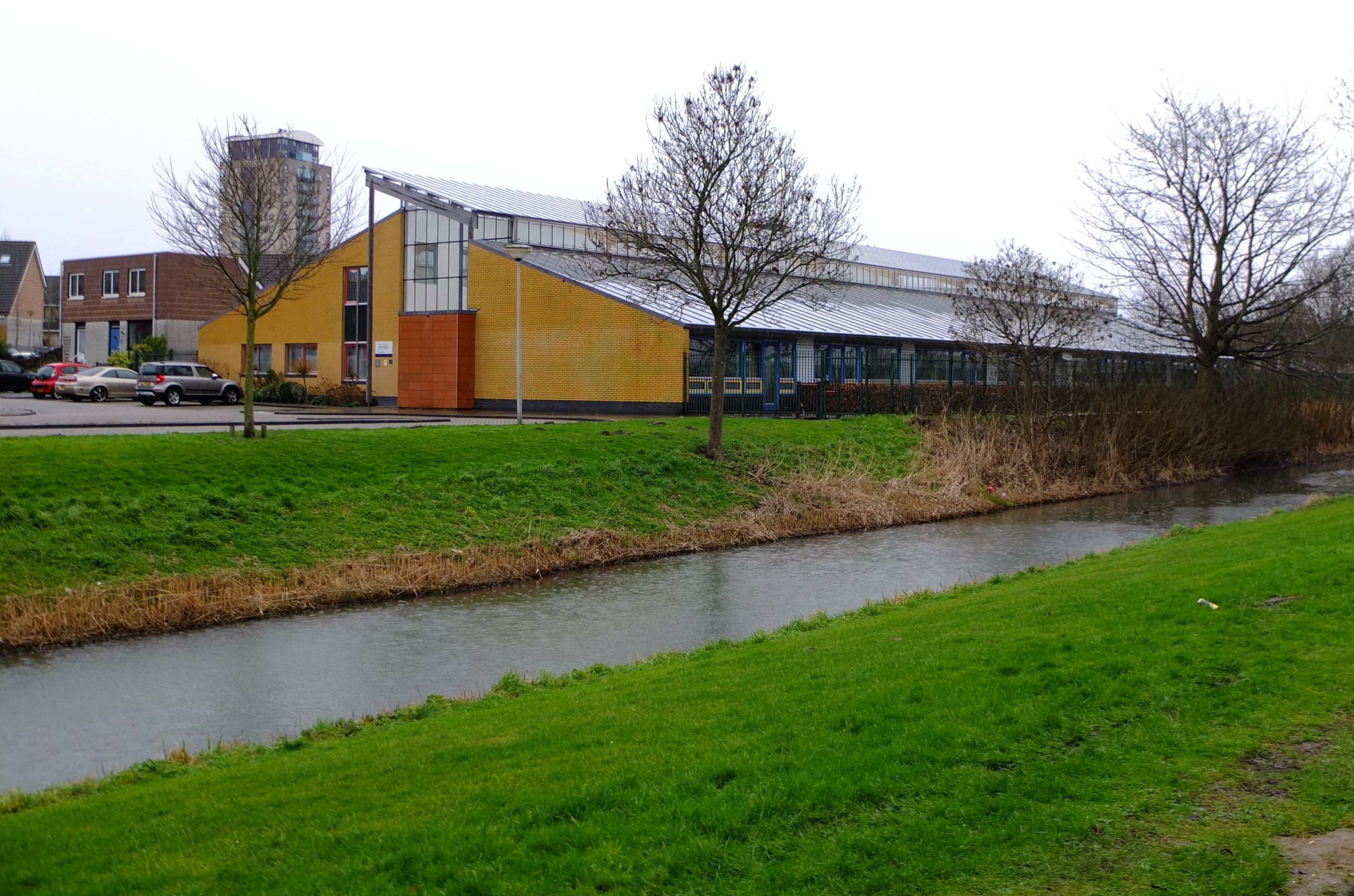
Gelinckschool
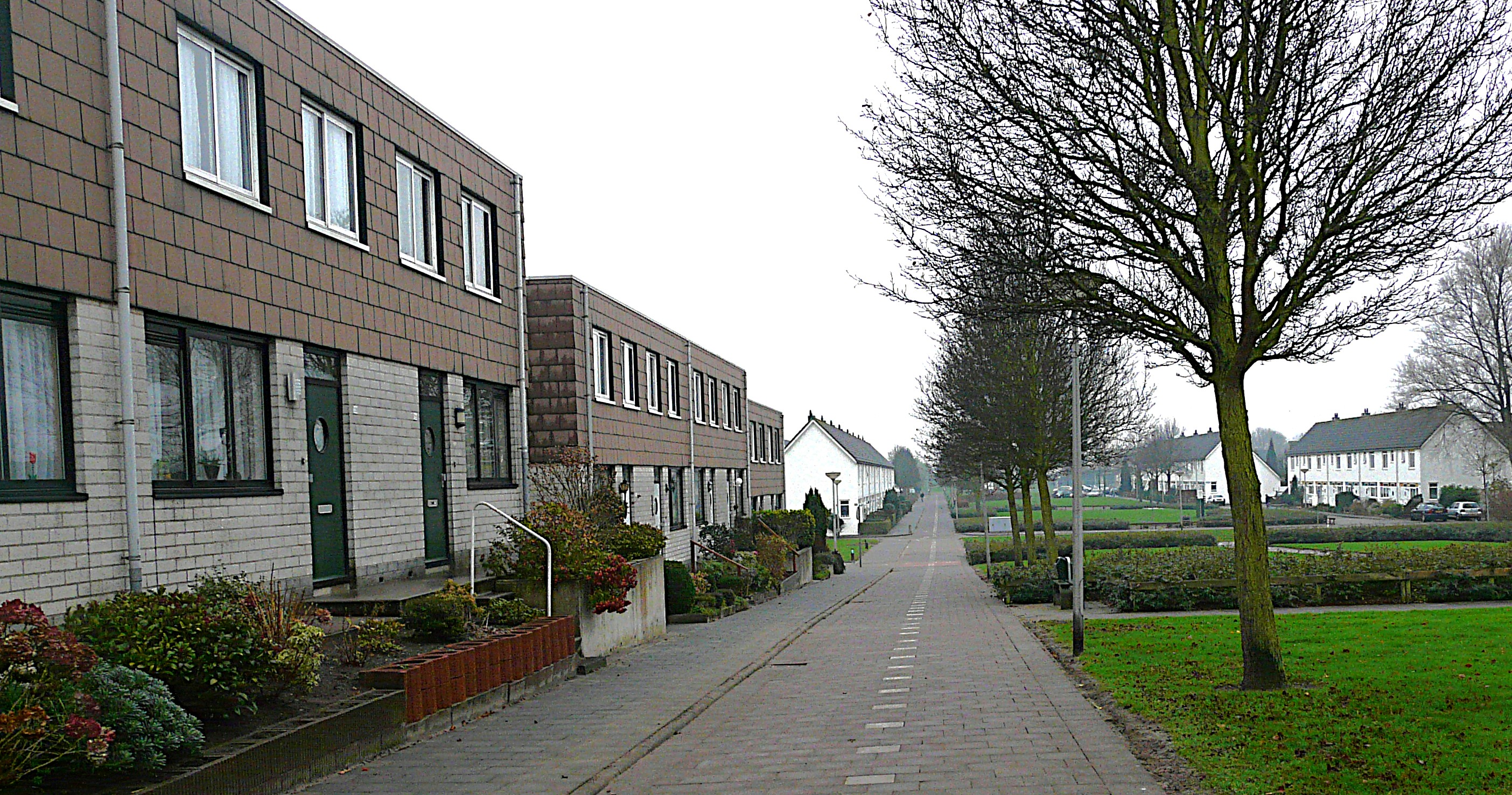
Zaanstraat